# Pisodonophis hypselopterus
Pisodonophis hypselopterus är en fiskart som först beskrevs av Bleeker, 1851.  Pisodonophis hypselopterus ingår i släktet Pisodonophis och familjen Ophichthidae. IUCN kategoriserar arten globalt som otillräckligt studerad. Inga underarter finns listade i Catalogue of Life.